# Eriogonum nealleyi
Eriogonum nealleyi är en slideväxtart som beskrevs av Thomas Coulter. Eriogonum nealleyi ingår i släktet Eriogonum och familjen slideväxter. Inga underarter finns listade i Catalogue of Life.